# Kołos Kowaliwka
Futbolnyj Klub „Kołos” Kowaliwka (ukr. Футбольний клуб «Колос» Ковалівка) – ukraiński klub piłkarski z siedzibą w Kowaliwce.

## Historia
Chronologia nazw:
- 19??–2012: Switanok Kowaliwka (ukr. «Світанок» Ковалівка)
- 2012–...: Kołos Kowaliwka (ukr. «Колос» Ковалівка)

Po II wojnie światowej miejscowość reprezentował klub Switanok Kowaliwka. W 2012 z inicjatywy Andrija Zasuchy powstał klub piłkarski o nazwie Kołos Kowaliwka. 
W 2012 zespół został mistrzem obwodu kijowskiego. W 2013 i 2014 roku powtórzył ten sukces. W 2014 klub debiutował w rozgrywkach Amatorskiej ligi Ukrainy. W 2014 również startował w Amatorskim Pucharze Ukrainy.
W 2015 klub ogłosił przystąpienie do rozgrywek profesjonalnych w Drugiej Lidze.

## Barwy klubowe, strój, herb, hymn
|  |  |

Klub ma barwy biało-czarne. Piłkarze domowe spotkania zazwyczaj grają w białych koszulkach, białych spodenkach oraz białych getrach.

## Sukcesy

### Trofea międzynarodowe
| \| \| Zdobyte trofea w rozgrywkach międzynarodowych (stan na: 31-05-2023) \| |                                                                     |      |          |
| Rozgrywki                                                                    | Osiągnięcie                                                         | Razy | Sezon(y) |
| · Liga Europy · (Puchar UEFA)                                                | zdobywca                                                            | 0    |          |
| · Liga Europy · (Puchar UEFA)                                                | finalista                                                           | 0    |          |
| · Liga Europy · (Puchar UEFA)                                                | III runda kw.                                                       | 1    | 2020/21  |
| · Liga Konferencji                                                           | zdobywca                                                            | 0    |          |
| · Liga Konferencji                                                           | finalista                                                           | 0    |          |
| · Liga Konferencji                                                           | III runda kw.                                                       | 1    | 2021/22  |
| FIFA                                                                         | Zdobyte trofea w rozgrywkach międzynarodowych (stan na: 31-05-2023) |      |          |

### Trofea krajowe
| \| \| Zdobyte trofea w rozgrywkach Ukrainy (stan na: 31-05-2023) \| |                                                            |      |          |
| Rozgrywki                                                           | Osiągnięcie                                                | Razy | Sezon(y) |
| · Mistrzostwo                                                       | I miejsce                                                  | 0    |          |
| · Mistrzostwo                                                       | II miejsce                                                 | 0    |          |
| · Mistrzostwo                                                       | III miejsce                                                | 0    |          |
| · Mistrzostwo                                                       | 4.miejsce                                                  | 1    | 2020/21  |
| Puchar                                                              | zdobywca                                                   | 0    |          |
| Puchar                                                              | finalista                                                  | 0    |          |
| Puchar                                                              | ćwierćfinalista                                            | 1    | 2020/21  |
| II liga                                                             | I miejsce                                                  | 0    |          |
| II liga                                                             | II miejsce                                                 | 1    | 2018/19  |
| II liga                                                             | III miejsce                                                | 0    |          |
| Ukraina                                                             | Zdobyte trofea w rozgrywkach Ukrainy (stan na: 31-05-2023) |      |          |

- Druha liha Ukrainy (III poziom):
  - mistrz: 2015/16
- Amatorska liga Ukrainy:
  - 3. miejsce: 2014
- Mistrzostwo obwodu kijowskiego:
  - mistrz: 2012, 2013, 2014
- Puchar obwodu kijowskiego:
  - zdobywca: 2014
- Superpuchar obwodu kijowskiego:
  - zdobywca: 2012, 2013, 2014

### Inne trofea
- Memoriał Makarowa:
  - zwycięzca: 2015
  - finalista: 2012, 2013

## Poszczególne sezony

### Rozgrywki międzynarodowe

#### Europejskie puchary
Legenda do wszystkich tabel:
- Q – runda eliminacyjna, 1/16, 1/8, 1/4, 1/2 – odpowiednia faza rozgrywek, Grupa – runda grupowa, 1r gr – pierwsza runda grupowa, 2r gr – druga runda grupowa, F – finał, R – runda, PO – play-off
- k. – rzuty karne, los. – losowanie, Dogr. – dogrywka, w. – zasada bramek strzelonych na wyjeździe

| Sezon   | Rozgrywki               | Runda | Klub                | Dom            | Wyjazd         | Ogólnie        |
| ------- | ----------------------- | ----- | ------------------- | -------------- | -------------- | -------------- |
| 2020/21 | Liga Europy             | 2Q    | Aris                | 2–1 (W)        | 2–1 (W)        | 2–1 (W)        |
| 2020/21 | Liga Europy             | 3Q    | HNK Rijeka          | 0–2 (W), Dogr. | 0–2 (W), Dogr. | 0–2 (W), Dogr. |
| 2021/22 | Liga Konferencji Europy | 3Q    | Szachtior Karaganda | 0–0            | 0–0            | 0–0, k: 1–3    |

### Rozgrywki krajowe
| \| Ukraina \| Bilans występów klubu w rozgrywkach piłkarskich Ukrainy (Stan na 31 maja 2023 r.) \| \| |                                                                                   |        |       |   |   |   |    |    |     |           |        |        |      |
| Poziom                                                                                                | Rozgrywki                                                                         | Sezony | Mecze | Z | R | P | B+ | B– | Pkt | Lata      | Awanse | Spadki | Naj. |
| I | Wyszcza Liha / Premier-liha                                                       | 4      |       |   |   |   |    |    |     | od 2019   | 0      | 0      | 4    |
| II | Persza liha                                                                       | 3      |       |   |   |   |    |    |     | 2016–2019 | 1      | 0      | 2    |
| III                                                                                                   | Druha liha                                                                        | 1      |       |   |   |   |    |    |     | 2015/16   | 1      | 0      | 1    |
| IV | Perehidna liha / Tretia liha / Amatorska liha                                     | 2      |       |   |   |   |    |    |     | 2014–2015 | 1      | 0      | 2    |
| | Puchar Ukrainy                                                                    | 7      |       |   |   |   |    |    |     | od 2015   | 0      | 0      | 1/4  |
| | Superpuchar Ukrainy                                                               | 0      |       |   |   |   |    |    |     |           | 0      | 0      |      |
| Ukraina                                                                                               | Bilans występów klubu w rozgrywkach piłkarskich Ukrainy (Stan na 31 maja 2023 r.) |        |       |   |   |   |    |    |     |           |        |        |      |

## Piłkarze, trenerzy, prezydenci i właściciele klubu

### Piłkarze

#### Aktualny skład zespołu
Stan na 2.01.2024:
| Nr | Poz. | Piłkarz                                       |
| -- | ---- | --------------------------------------------- |
| 1  | BR   | Wałentyn Horoch                               |
| 2  | OB   | Cătălin Cucoș                                 |
| 3  | OB   | Roman Honczarenko                             |
| 5  | OB   | Wałerij Bondarenko (wyp. z Szachtara Donieck) |
| 6  | OB   | Mykyta Burda                                  |
| 7  | PO   | Ołeksandr Demczenko                           |
| 8  | PO   | Władysław Wełeteń                             |
| 9  | OB   | Andrij Curikow                                |
| 10 | PO   | Pawło Orichowski                              |
| 11 | NA   | Lucas Rangel                                  |
| 14 | PO   | Wadym Milko                                   |
| 15 | OB   | Ołeksandr Czornomoreć                         |
| 17 | PO   | Anton Sałabaj                                 |
| 19 | NA   | Diego Carioca                                 |

| Nr | Poz. | Piłkarz                                     |
| -- | ---- | ------------------------------------------- |
| 20 | BR   | Roman Mysak                                 |
| 22 | NA   | Denys Bezborod´ko                           |
| 23 | BR   | Kirił Fesiun                                |
| 27 | OB   | Wałerij Łuczkewycz                          |
| 29 | OB   | Władysław Jemeć                             |
| 30 | PO   | Andrij Totowyćki (wyp. z Szachtara Donieck) |
| 31 | BR   | Iwan Pacholuk                               |
| 32 | NA   | Kirił Popow                                 |
| 47 | PO   | Serhij Miakuszko                            |
| 48 | PO   | Ołeh Kryworuczko                            |
| 50 | PO   | Serhij Bołbat                               |
| 69 | PO   | Ołeh Iljin                                  |
| 90 | PO   | Andrij Bohdanow (kapitan)                   |
| 91 | NA   | Artem Husoł                                 |

#### Piłkarze na wypożyczeniu
| Nr | Poz. | Piłkarz                                                 |
| -- | ---- | ------------------------------------------------------- |
|    | OB   | Wiaczesław Stawnyczyj (w Inhułeć Petrowe do 30.06.2024) |

#### Znani piłkarze
- Ołeksandr Bondarenko
- Rusłan Kostyszyn
- Serhij Kozyr
- Iwan Krywoszejenko
- Siarhiej Kuzniacou
- Jehor Łuhaczow
- Jarosław Wyszniak
- Serhij Zakarluka

### Trenerzy
- 2012–2013:  Kostiantyn Sacharow
- 02.2014–29.08.2021:  Rusłan Kostyszyn
- 29.08.2021–11.2021:  Siarhiej Kuzniacou (p.o.)
- 11.2021–...:  Jarosław Wyszniak

## Struktura klubu

### Stadion
Klub rozgrywa swoje mecze domowe na stadionie Kołos w Kowaliwce, który może pomieścić 5 tys. widzów.

## Kibice i rywalizacja z innymi klubami

### Derby
- Dynamo Kijów
- Obołoń Kijów